# Sam Maguire Cup
La Sam Maguire Cup (Irlandais: Corn Sam Mhic Uidhir), familièrement appelée SAM ou The Sam, est un trophée récompensant les vainqueurs du Championnat d'Irlande de football gaélique, la plus importante compétition de Football Gaélique disputée en Irlande.
La compétition est organisée par l'Association athlétique gaélique et se dispute du mois de mai à septembre, la finale est généralement jouée le troisième dimanche de septembre dans l'enceinte de Croke Park à Dublin.
La coupe Sam Maguire fut présentée pour la première fois à l'équipe de Kildare vainqueur du All-Ireland en 1928.

## Histoire
La trophée porte le nom de Sam Maguire, figure majeure du Londres GAA et ancien footballeur. Un groupe de ses amis, sous la présidence du docteur Pat McCartan de Carrickmore, se réunit à Dublin dans le but d'amasser des fonds pour une commémoration permanente de son nom, leur décision s'arrête sur une coupe offerte au vainqueur du championnat de football gaélique irlandais, le prix initial du trophée s'élevant alors à 300 livres (équivalent à un peu plus de 25, 000 euros actuels). 
Le Calice d'Ardagh servira de modèle à la conception de la coupe dont la confection sera confiée à Hopkins and Hopkins, une maison de joaillerie et horlogerie située sur O'Connell Bridge à Dublin.
Bien qu'ayant été retenue pour concevoir et fabriquer le trophée, la maison joaillère n'a en réalité pas les moyens et l'espace nécessaire pour une telle mission, et confie à son tour cette commande à Matthew J. Staunton, un orfèvre installé dans la D'Ollier Street de Dublin.
Tout le petit monde de la joaillerie et de l'orfèvrerie de la capitale irlandaise était conscient que Staunton avait en réalité conçu la Coupe, parmi ceux-ci, un certain John Doyle, polisseur d'argent, formé par Staunton entre 1948 et 1955 et ayant continué à travailler sous ses ordres jusqu'en 1966, année durant laquelle l'entreprise de Staunton ferma définitivement.
Doyle et l'un de ses collègues, Eamon Aspil, fondèrent par la suite leur propre société , « The Doyle and Aspil Silversmiths » . Doyle et Aspil continuèrent à réparer et à polir la coupe périodiquement et ce, jusqu'à nos jours.
Matthew J. Staunton était issu d'une longue lignée d'orfèvres remontant aux Huguenots installée en Irlande depuis le début du XVIIe siècle. Celui que ses amis appelaient Matt, fut un élève du fameux orfèvre dublinois, Edmond Johnson, lui-même auteur en 1921 du trophée remis au vainqueur du All-Ireland de hurling la Liam McCarthy Cup. La Sam Maguire cup conçue en 1928 est une reproduction fidèle du Calice d'Ardagh, une coupe d'or, de bronze doré, de laiton, d'étain et d'émail datant du début de l'ère chrétienne. La coupe fut taillée manuellement à partir d'un seul et même bloc d'argent, et même si elle est parfaitement polie, on peut encore voir aujourd'hui les traces de coups de marteau datant de sa fabrication .
Kildare fut le premier comté champion d'Irlande à recevoir le trophée en 1928, à la suite de sa victoire sur Cavan sur le score de  2-6 à 2-5.
Le trophée original fut retiré en 1988, ayant subi de nombreux dégâts au fil des ans. La GAA commanda une réplique à un orfèvre de Kilkenny, Desmond A. Byrne, dont l'œuvre est le trophée utilisé depuis . L'exemplaire original de la Sam Maguire Cup est en exposé en permanence au musée de la GAA à Croke Park.
En 2010, le GAA a commandé au même orfèvre une nouvelle reproduction du trophée (la troisième Sam Maguire Cup) bien que celle-ci ne soit en réalité utilisée que pour des opérations de marketing et de représentation. Joe Cassells de Meath, qui fut le premier capitaine à soulever la nouvelle coupe, possède également la particularité d'avoir été le dernier à remporter l'ancienne à la suite des deux victoires coup sur coup du Meath GAA lors des éditions 1987 et 1988 du All-Ireland.
Huit hommes seulement ont eu l'honneur de remporter le trophée deux fois en tant que capitaine. 
Joe Barrett de (Kerry), Jimmy Murray de (Roscommon), JJ O'Reilly de (Cavan), Sean Flanagan de(Mayo), Enda Colleran de (Galway), Tony Hanahoe de (Dublin),  Declan O'Sullivan de (Kerry) et Brian Dooher avec (Tyrone). 
Depuis la première attribution de la Sam Maguire Cup lors de la finale de 1928,  Kerry a remporté le trophée 29 fois (7 fois avant 1928), un record absolu dans le pays. Vient ensuite Dublin avec 10 victoires (14 avant 1928). Galway 9 fois également (une fois avant 1928), puis Meath 7 fois et Cork 5 (2 fois chacun avant 1928).

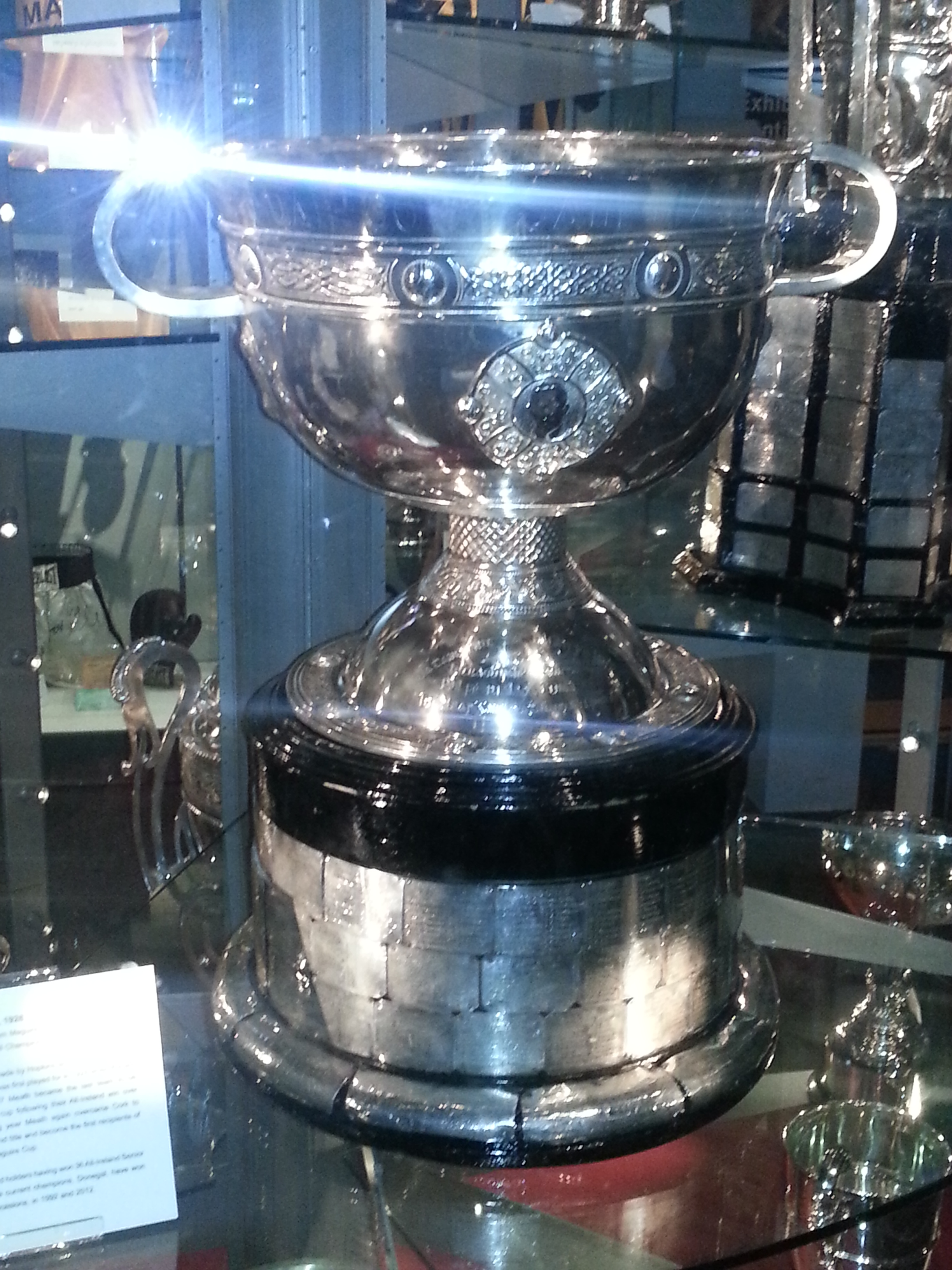
Trophée Sam Maguire exposé au GAA Museum de Croke Park

## Les finales

### Sam Maguire Cup
- 2013: Dublin 2-12 Mayo 1-14
- 2012: Donegal 2-11 Mayo 0-13
- 2011: Dublin 1-12 Kerry 1-11
- 2010: Cork 0-16 Down 0-15
- 2009: Kerry 0-16 Cork 1-09
- 2008: Tyrone 1-15 Kerry 0-14
- 2007: Kerry 3-13 Cork 1-9
- 2006: Kerry 4-15 Mayo 3-4
- 2005: Tyrone 1-16 Kerry 2-10
- 2004: Kerry 1-20 Mayo 2-9
- 2003: Tyrone 0-12 Armagh 0-9
- 2002: Armagh 1-12 Kerry 0-14
- 2001: Galway 0-17 Meath 0-8
- 2000: Kerry 0-17 Galway 1-10
- 1999: Meath 1-11 Cork 1-8
- 1998: Galway 1-14 Kildare 1-10
- 1997: Kerry 0-13 Mayo 1-7
- 1996: Meath 2-9 Mayo 1-11
- 1995: Dublin 1-10 Tyrone 0-12
- 1994: Down 1-12 Dublin 0-13
- 1993: Derry 1-14 Cork 2-8
- 1992: Donegal 0-18 Dublin 0-14
- 1991: Down 1-16 Meath 1-14
- 1990: Cork 0-11 Meath 0-9
- 1989: Cork 0-17 Mayo 1-11
- 1988: Meath 0-13 Cork 0-12
- 1987: Meath 1-14 Cork 0-11
- 1986: Kerry 2-15 Tyrone 1-10
- 1985: Kerry 2-12 Dublin 2-8
- 1984: Kerry 0-14 Dublin 1-6
- 1983: Dublin 1-10 Galway 1-8
- 1982: Offaly 1-15 Kerry 0-17
- 1981: Kerry 1-12 Offaly 0-8
- 1980: Kerry 1-9 Roscommon 1-6
- 1979: Kerry 3-13 Dublin 1-8
- 1978: Kerry 5-11 Dublin 0-9
- 1977: Dublin 5-12 Armagh 3-6
- 1976: Dublin 3-8 Kerry 0-10
- 1975: Kerry 2-12 Dublin 0-11
- 1974: Dublin 0-14 Galway 1-6
- 1973: Cork 3-17 Galway 2-13
- 1972: Offaly 1-19 Kerry 0-13
- 1971: Offaly 1-14 Galway 2-8
- 1970: Kerry 2-19 Meath 0-18
- 1969: Kerry 0-10 Offaly 0-7
- 1968: Down 2-12 Kerry 1-13
- 1967: Meath 1-9 Cork 0-9
- 1966: Galway 1-10 Meath 0-7
- 1965: Galway 0-12 Kerry 0-9
- 1964: Galway 0-15 Kerry 0-10
- 1963: Dublin 1-9 Galway 0-10
- 1962: Kerry 1-12 Roscommon 1-6
- 1961: Down 3-6 Offaly 2-8
- 1960: Down 2-10 Kerry 0-8
- 1959: Kerry 3-7 Galway 1-4
- 1958: Dublin 2-12 Derry 1-9
- 1957: Louth 1-9 Cork 1-7
- 1956: Galway 2-13 Cork 3-7
- 1955: Kerry 0-12 Dublin 1-6
- 1954: Meath 1-13 Kerry 1-7
- 1953: Kerry 0-13 Armagh 1-6
- 1952: Cavan 0-9 Meath 0-5
- 1951: Mayo 2-8 Meath 0-9
- 1950: Mayo 2-5 Louth 1-6
- 1949: Meath 1-10 Cavan 1-6
- 1948: Cavan 4-5 Mayo 4-4
- 1947: Cavan 2-11 Kerry 2-7
- 1946: Kerry 2-8 Roscommon 0-10
- 1945: Cork 2-5 Cavan 0-7
- 1944: Roscommon 1-9 Kerry 2-4
- 1943: Roscommon 2-7 Cavan 2-2
- 1942: Dublin 1-10 Galway 1-8
- 1941: Kerry 1-8 Galway 0-7
- 1940: Kerry 0-7 Galway 1-3
- 1939: Kerry 2-5 Meath 2-3
- 1938: Galway 2-4 Kerry 0-7
- 1937: Kerry 4-4 Cavan 1-7
- 1936: Mayo 4-11 Laois 0-5
- 1935: Cavan 3-6 Kildare 2-5
- 1934: Galway 3-5 Dublin 1-9
- 1933: Cavan 2-5 Galway 1-4
- 1932: Kerry 2-7 Mayo 2-4
- 1931: Kerry 1-11 Kildare 0-8
- 1930: Kerry 3-11 Monaghan 0-2
- 1929: Kerry 1-8 Kildare 1-5
- 1928: Kildare 2-6 Cavan 2-5

## Capitaines ayant soulevé le Trophée

### Trophée Sam Maguire
| Année | Capitaine             | Comté     | Club                   |
| ----- | --------------------- | --------- | ---------------------- |
| 2012  | Michael Murphy        | Donegal   | Glenswilly             |
| 2011  | Bryan Cullen          | Dublin    | Skerries Harps         |
| 2010  | Graham Canty          | Cork      | Bantry Blues           |
| 2009  | Darran O'Sullivan     | Kerry     | Glenbeigh-Glencar      |
| 2008  | Brian Dooher (2)      | Tyrone    | Clann na nGael (2)     |
| 2007  | Declan O'Sullivan (2) | Kerry     | Dromid Pearses (2)     |
| 2006  | Declan O'Sullivan (1) | Kerry     | Dromid Pearses (1)     |
| 2005  | Brian Dooher (1)      | Tyrone    | Clann na nGael (1)     |
| 2004  | Dara Ó Cinnéide       | Kerry     | An Ghaeltacht (2)      |
| 2003  | Peter Canavan         | Tyrone    | Errigal Ciarán         |
| 2002  | Kieran McGeeney       | Armagh    | Na Fianna              |
| 2001  | Gary Fahey            | Galway    | Killanin               |
| 2000  | Seamus Moynihan       | Kerry     | Glenflesk              |
| 1999  | Graham Geraghty       | Meath     | Seneschalstown         |
| 1998  | Ray Silke             | Galway    | Corofin                |
| 1997  | Liam Hassett          | Kerry     | Laune Rangers          |
| 1996  | Tommy Dowd            | Meath     | Dunderry               |
| 1995  | John O'Leary          | Dublin    | O'Dwyers               |
| 1994  | D. J. Kane            | Down      | Newry Mitchels         |
| 1993  | Henry Downey          | Derry     | Erin's Own Lavey       |
| 1992  | Anthony Molloy        | Donegal   | Ardara                 |
| 1991  | Paddy O'Rourke        | Down      | Burren                 |
| 1990  | Larry Tompkins        | Cork      | Castlehaven            |
| 1989  | Dinny Allen           | Cork      | Nemo Rangers (2)       |
| 1988  | Joe Cassells          | Meath     | Navan O'Mahony's       |
| 1987  | Mick Lyons            | Meath     | Summerhill             |
| 1986  | Tommy Doyle           | Kerry     | Annascaul              |
| 1985  | Páidí Ó Sé            | Kerry     | An Ghaeltacht (1)      |
| 1984  | Ambrose O'Donovan     | Kerry     | Gneeveguilla           |
| 1983  | Tommy Drumm           | Dublin    | Whitehall Colmcille    |
| 1982  | Richie Connor         | Offaly    | Walsh Island (2)       |
| 1981  | Jimmy Deenihan        | Kerry     | Finuge                 |
| 1980  | Ger Power             | Kerry     | Austin Stacks          |
| 1979  | Tim Kennelly          | Kerry     | Listowel Emmets        |
| 1978  | Denis ‘Ogie’ Moran    | Kerry     | Beale                  |
| 1977  | Tony Hanahoe (2)      | Dublin    | St. Vincent's (4)      |
| 1976  | Tony Hanahoe (1)      | Dublin    | St. Vincent's (3)      |
| 1975  | Mickey O'Sullivan     | Kerry     | Kenmare (2)            |
| 1974  | Seán Doherty          | Dublin    | Ballyboden St Endas    |
| 1973  | Billy Morgan          | Cork      | Nemo Rangers (1)       |
| 1972  | Tony McTague          | Offaly    | Ferbane                |
| 1971  | Willie Bryan          | Offaly    | Walsh Island (1)       |
| 1970  | Donie O'Sullivan      | Kerry     | Spa                    |
| 1969  | Johnny Culloty        | Kerry     | Killarney Legion       |
| 1968  | Joe Lennon            | Down      | Aghaderg               |
| 1967  | Peter Darby           | Meath     | Trim                   |
| 1966  | Enda Colleran (2)     | Galway    | Mountbellew/Moylough   |
| 1965  | Enda Colleran (1)     | Galway    | Mountbellew/Moylough   |
| 1964  | John Donnellan        | Galway    | Dunmore McHales        |
| 1963  | Des Foley             | Dublin    | St. Vincent’s (2)      |
| 1962  | Seán Óg Sheehy        | Kerry     | John Mitchels (3)      |
| 1961  | Paddy Doherty         | Down      | Ballykinlar            |
| 1960  | Kevin Mussen          | Down      | Clonduff               |
| 1959  | Mick O'Connell        | Kerry     | Young Islanders        |
| 1958  | Kevin Heffernan       | Dublin    | St. Vincent’s (1)      |
| 1957  | Dermot O'Brien        | Louth     | St. Mary's, Ardee      |
| 1956  | Jack Mangan           | Galway    | Tuam Stars             |
| 1955  | John Dowling          | Kerry     | Kerins O'Rahilly's (3) |
| 1954  | Peter McDermott       | Meath     | Navan O'Mahony's       |
| 1953  | James Murphy          | Kerry     | Kerins O'Rahilly's (2) |
| 1952  | Mick Higgins          | Cavan     | Mountnugent            |
| 1951  | Seán Flanagan (2)     | Mayo      | Ballaghaderreen (2)    |
| 1950  | Seán Flanagan (1)     | Mayo      | Ballaghaderreen (1)    |
| 1949  | Brian Smith           | Meath     | Dunboyne               |
| 1948  | John Joe O'Reilly (2) | Cavan     | Cornafean (2)          |
| 1947  | John Joe O'Reilly (1) | Cavan     | Cornafean (1)          |
| 1946  | Paddy Kennedy         | Kerry     | Geraldines (5)         |
| 1945  | Tadhgo Crowley        | Cork      | Clonakilty             |
| 1944  | Jimmy Murray (2)      | Roscommon | St. Patrick's (2)      |
| 1943  | Jimmy Murray (1)      | Roscommon | St. Patrick's (1)      |
| 1942  | Joe Fitzgerald        | Dublin    | Geraldines (4)         |
| 1941  | Bill Dillon           | Kerry     | Dingle (2)             |
| 1940  | Dan Spring            | Kerry     | Kerins O'Rahilly's (1) |
| 1939  | Tom Gega O'Connor     | Kerry     | Dingle (1)             |
| 1938  | J. Dunne              | Galway    |                        |
| 1937  | Micko Doyle           | Kerry     | Austin Stack's (3)     |
| 1936  | Seamus O'Malley       | Mayo      | Claremorris            |
| 1935  | Hughie O'Reilly       | Cavan     | Cootehill              |
| 1934  | Michael Higgins       | Galway    |                        |
| 1933  | Jim Smith             | Cavan     | Killinkere             |
| 1932  | Joe Barrett (2)       | Kerry     | Austin Stack's (2)     |
| 1931  | Con Brosnan           | Kerry     | Moyvane                |
| 1930  | John Joe Sheehy (2)   | Kerry     | John Mitchels (2)      |
| 1929  | Joe Barrett (1)       | Kerry     | Austin Stack's (1)     |
| 1928  | Bill Gannon           | Kildare   | Kildare                |

### Liste des joueurs à avoir remporté la Sam Maguire à plus d'une reprise en tant que capitaine
| Joueur            | Comté      | Club                 | Année      |
| ----------------- | ---------- | -------------------- | ---------- |
| Joe Barrett       | Kerry (3)  | Austin Stack's       | 1929, 1932 |
| Jimmy Murray      | Roscommon  | St. Patrick's        | 1943, 1944 |
| John Joe O'Reilly | Cavan      | Cornafean            | 1947, 1948 |
| Seán Flanagan     | Mayo       | Ballaghaderreen      | 1950, 1951 |
| Enda Colleran     | Galway     | Mountbellew/Moylough | 1965, 1966 |
| Tony Hanahoe      | Dublin (4) | St. Vincent's        | 1976, 1977 |
| Brian Dooher      | Tyrone     | Clann na nGael       | 2005, 2008 |
| Declan O'Sullivan | Kerry (4)  | Dromid Pearses       | 2006, 2007 |